# Anders Flanking
Per Anders Daniel Flanking, född 4 oktober 1957 i Skövde, är en svensk politiker (centerpartist) och ämbetsman. Han utsågs i maj 2019 av regeringen Löfven till landshövding i Gotlands län med tillträde 1 juni 2019. Han har tidigare varit Centerpartiets partisekreterare 2006–2010, riksdagsledamot och statssekreterare 2011–2014.

## Biografi
Flanking bor och är uppvuxen i Skövde. På gymnasiet läste han samhällsvetenskaplig linje. Senare utbildade han sig vid Krigsskolan vid Karlberg (1978–1979) där han avlade regementsofficersexamen (numera major i reserven). 1985 började han studera på personalvetarlinjen vid Göteborgs universitet, som han lämnade 1988. Han har dessutom läst kurser i statsvetenskap och personalsocialt arbete. Efter studierna arbetade Flanking bland annat som officer, seniorkonsult på KPMG 1998–2000 och som projektchef på Arena för tillväxt 2000–2006.
År 1976 blev han 19 år gammal ledamot av kommunfullmäktige i Skövde kommun. Där var han sedan verksam till 1998, mellan 1976 och 1982 som ersättare i kommunstyrelsen, mellan 1982 och 1988 som ledamot i kommunstyrelsen och från 1989 som ordförande i kommunstyrelsen och kommunalråd. Som ordförande i kommunstyrelsen bidrog Flanking i valet 1991 till att partiet blev dubbelt så stort i såväl Skövde kommun som i riket. Framgångarna ledde till att massmedierna började tala om en ”Flankingeffekt”. I valet 1994 fortsatte trenden och stödet för centerpartiet i Skövde ökade från omkring 20 till drygt 30 procent.[källa behövs] 1995 blev Anders Flanking ledamot av Centerpartiets partistyrelse och kommunalpolitiska sektion. Efter 2000 tog han ett uppehåll från politiken.[källa behövs]
Flanking återvände till politiken 2005 då han blev ordförande i Centerpartiets valberedning. Han kandiderade 2006 till kommunfullmäktige i sin hemkommun Göteborg. Med några få rösters marginal fick centerpartiet sitt första mandat i Göteborgs kommunfullmäktige på åtta år. Han efterträdde 2006 Jöran Hägglund som partisekreterare när denne blev statssekreterare på Näringsdepartementet. Han var även ledamot i riksbanksfullmäktige 2006–2011. I valet 2010 blev han invald i riksdagen för Göteborgs kommuns valkrets och avgick samtidigt som partisekreterare och kommunalråd. Från 30 september 2011 var han statssekreterare på Miljödepartementet och tjänstledig riksdagsledamot. Flanking ersattes av Rickard Nordin mandatperioden ut förutom tre månder då Flanking ersattes av Karin Östring Bergman som riksdagsledamot. I och med regeringsskiftet 2014 lämnade Flanking uppdraget som statssekreterare.
I juli 2016 tillträdde Flanking tjänsten som länsråd i Kronobergs län. Han utsågs i maj 2019 av regeringen till landshövding i Gotlands län med tillträde 1 juni 2019.

### Familj
Anders Flanking är gift med Åsa Wackelin Flanking.